# هواوي واي 7 برايم 2019
هواوي واي 7 برايم 2019 (بالإنجليزية: Huawei Y 7prime 2019) هو هاتف ذكي من الفئة المتوسطة من شركة هواوي الصينية من سلسلة هواتف واي Y تم إطلاقه سنة 2019.

## مواصفات
يتمتع الجوال بشاشة نوعها IPS LCD ، بحجم 6.26 إنش،
يعمل الهاتف على نظام التشغيل أندرويد من الإصدار 8.1
يحتوي الجوال على معالج أساسي Qualcomm SnapDragon 450 ثماني النواة (بأنوية Cortex A53 بتردد 1.8 جيجا هرتز الثماني)، مع شريحة معالجة الرسوميات Adreno 506.
ذاكرة الهاتف الدخلية تأتي بمساحة 32 جيجا بايت، بجانب ذاكرة الرامات بمساحة 3 جيجا بايت، مع إمكانية لتكبير المساحة التخزينية بقدر 512 جيجا بايت عن طريق إضافة كارت ميموري في مدخل الـ SIM2.
تسجل كاميرا الهاتف الخلفية المزدوجة مقاطع فيديو بدقة 1080 بكسل بسرعة 30 لقطة في الثانية، وتحمل قدرة 13 و 2 ميجا بكسل، وتدعم تقنيات الـ HDR، والـ Panorama، ومع فلاش LED.
الكاميرا الامامية بقدرة 16 ميجا بكسل،
إمكانية إدخال خطين للاتصال، مع مداخل تقبل الحجم Nano، ويتصل الجوال بجميع أبراج المحمول العالمية بما فيهم الشبكات من الجيل الرابع.
كما يدعم الموبايل جميع سرعات الإنترنت، مع سرعة تصل إلى 300/50 Mbps على شبكات الجيل الرابع.
يُتاح الهاتف باللونين الأسود، والأزرق.
بطارية من الليثيوم أيون بسعة 4000 ملّي أمبير، وهي غير قابلة للإزالة.